# Costa Rica nos Jogos Olímpicos de Inverno de 1984
A Costa Rica competiu nos Jogos Olímpicos de Inverno de 1984, realizados em Sarajevo, Iugoslávia.